# G-Mode
G-Mode Corporation — японская компания-разработчик компьютерных игр, издатель и в прошлом контент-провайдер. Специализируется преимущественно на играх для мобильных устройств и портативных игровых систем, а также на онлайн-играх. Является подразделением компании Marvelous Inc.

## История
Компания G-Mode была образована в июле 2000 года с целью создания игр для мобильных устройств. В 2001 году компания приобрела права на распространение Тетриса для мобильных телефонов в Японии. На протяжении многих лет версии этой игры от G-mode пользовались большим успехом в стране. В 2004 году получила награду на третьей церемонии «Mobile Advertising Awards» в номинации «графическая реклама». В том же году G-Mode приобрела каталог интеллектуальной собственности обанкротившейся японской компании Data East, включавший такие игры как BurgerTime, Joe & Mac и Magical Drop.
В 2005 году компания вновь получила награду «Mobile Advertising Awards», а игра G-Mode Topolon получила вручаемую сайтом GameSpot награду за достижения в области мобильных игр «Wireless Gaming Awards» в номинации «игра года».
В январе 2010 G-Mode была приобретена компанией Aplix Holdings. В 2014 году Aplix продала акции G-Mode другой японской компании ONE-UP. После объединения с G-Mode, компания изменила своё название на G-Mode Co., Ltd. В свою очередь G-Mode Co., Ltd была приобретена годом позже компанией Marvelous Inc и стала её подразделением.
В 2020 году G-Mode запустила проект G-Mode Archives в рамках которого перевыпустила часть своего каталога игр для мобильных телефонов под Nintendo Switch. В 2021 году игры G-Mode Archives стали доступны для пользователей PC на платформе Steam.